# Velké Tresné
Velké Tresné (německy Groß Tresna) je obec v okrese Žďár nad Sázavou v Kraji Vysočina. Žije zde 102 obyvatel.

## Název
Jméno vsi je totožné se staročeským přídavným jménem trestný - "rákosový" odvozeným od podstatného jména trest - "rákos" (od něj je odvozeno novočeské třtina). Jméno vesnice znamenalo "trestné, tedy rákosem porostlé místo". Doklady do počátku 17. století ukazují podobu Trestné, později došlo k hláskovému zjednodušení na Tresné. Od začátku 16. století je v dokladech přívlastek Velké na odlišení od blízkého Malého Tresného.

## Historie
První písemná zmínka o vesnici pochází z roku 1351 zápis v Moravských zemských deskách: "Filip z Tasova devátou polovinu věrduňku v dolním Tresném se vším příslušenstvím, tak jak sám držel, pánům Martinovi z Bystřice, plebánu a Henzlinovi, presbyterovi za 30 marek prodal a dědičně odkázal" (překlad z latiny).
- 14. stol.: o historii se dá čerpat ze zápisů v Moravských zemských deskách o majetkových změnách, vyskytuje se mezi nimi i moravský markrabě Jošt.
- 1406 Vilém z Pernštejna připisuje své manželce svůj majetek mj. v Tresném (bez odlišení). Z dalších záznamů je zjevné, že je ves v držení pánů z Pernštejna
- 1557 Vratislav z Pernštejna odprodal zboží (na 24 vsí patřících k hradu Louka, vč. Velkého Tresného) hraběti Kryštofu z Hardeku
- 1598 přešel majetek hrabat z Hardeka Lichtenštejnům; spojilo se zboží zaniklého hradu Louka s kunštátským (později toto vlastnil klášter františkánek)
- 1678 kunštátské panství vlastní Lamberkové
- 1770 zavedení čísel popisných dle nařízení Marie Terezie (17 domů ve Velkém Tresném)
- 1782 sepsán protokol (15. května 1782) na kunštátském panství o přiznání nekatolíků (evangelíků) k helvétské církvi dle tolerančního patentu císaře Josefa II.; ve Velkém Tresném 86 osob nechce být katolíky (většina vsi)
- 1850 poddaní se začínají vyvazovat na základě zrušení roboty z roku 1848 za náhradu (výkupem); po zaplacení stanoveného obnosu dostal sedlák od vyvazovací komise dokument o vyvázání z roboty
- 1854 objeven grafit ve Velkém Tresném
- 1922 zaveden v obci elektrický proud (4. února 1922), založen dobrovolný hasičský sbor, založena knihovna (v domě č. p. 10, od r. 1937 v hasičské místnosti) a založena ochotnická divadelní činnost[5]
- 1933 postaven pomník padlým ve světové válce
- 1939 majitelem grafitového závodu se stává Karel II. Engliš, syn Karla Engliše
- 1940/1941 zbudována hospodářská vodní nádrž nad obcí
- 1940–1947 stavba silnice, přípojky do obce z hlavní silnice Olešnice–Nyklovice
- 1943–1945 působení partyzánů v obci
- 1953 založeno JZD a výstavba vepřína JZD (1953–1957)
- 1962 sloučeno JZD do Rovečného
- 1968 zahájena likvidace grafitového dolu
- 1973 vystavěno koupaliště v obci
- 1991 jedním z výsledku sametové revoluce 1989 je žádost o osamostatnění obce (v referendu 119 bylo pro, 11 proti); rozhodnutí je ze dne 9. prosince 1991

## Obyvatelstvo
| Rok            | 1869 | 1880 | 1890 | 1900 | 1910 | 1921 | 1930 | 1950 | 1961 | 1970 | 1980 | 1991 | 2001 | 2011 | 2021 |
| -------------- | ---- | ---- | ---- | ---- | ---- | ---- | ---- | ---- | ---- | ---- | ---- | ---- | ---- | ---- | ---- |
| Počet obyvatel | 215  | 247  | 261  | 248  | 252  | 243  | 216  | 233  | 246  | 237  | 188  | 165  | 126  | 119  | 106  |
| Počet domů     | 34   | 36   | 37   | 37   | 41   | 42   | 49   | 57   | 57   | 57   | 55   | 56   | 58   | 59   | 55   |

## Obecní správa
V letech 1869–1950 byl obcí v okrese Boskovice (1869–1930) a později v okrese Bystřice nad Pernštejnem. V letech 1961–1991 patřil jako část obce k Rovečnému a od 1. ledna 1992 je opět samostatnou obcí.

### Obecní symboly
Znak a vlajka byly obci uděleny rozhodnutím předsedy Poslanecké sněmovny Parlamentu České republiky dne 15. dubna 2010.

## Grafitový důl Velké Tresné
V lokalitě Velké Tresné byl grafit objeven v roce 1854. Rozvoj těžby nastal v 80. letech 19. století.  V roce 1907 byly odkryty dvě grafitové sloje, hlavní a podložní. V důsledku hospodářské krize byla těžba a úprava zastavena. V roce 1939 koupil závod Karel Engliš, významný český politik a ekonom, těžbu a celý provoz firmy obnovil. Po znárodnění dolů, byl ale provoz dočasně zastaven.
K obnovení těžby dochází v roce 1947, provoz do roku 1953 zajišťovaly Tuhové doly Netolice, n.p. V roce 1954 byly do úpravy grafitu zařazeny splavy a vedle grafitových koncentrátů byl dočasně vyráběn i pyritový koncentrát pro výrobu kyseliny sírové. V letech 1953–1958 provozovaly závod Moravské tuhové a rudné  doly Šumperk, n.p. a v roce 1958 byl závod začleněn do Rudných dolů Jeseník, n.p.
V listopadu 1967 byl zpracován plán likvidace a od 2. ledna 1968 byla zahájena realizace likvidačních prací. Náhradním programem v závodě se stala výroba lehkých ocelových konstrukcí a prvků pro Závod OS Jeseník. Povrchový areál závodu Velké Tresné byl ke dni 15. června 1982 vyčleněn z národního podniku RD Jeseník do podniku SIGMA Brno. Dobývací prostor o výměře 120,58 hektarů byl zrušen ke dni 19. listopadu 1984.
V prostoru bývalého grafitového dolu nyní podniká firma UNIMAN s.r.o. (v letech 1994–2017 pod názvem UNIMAN ENGLIŠ, s.r.o.) založená v roce 1995 jako konstrukční a výrobní závod Ing. Karlem III. Englišem. Navazuje na dlouholetou tradici výroby pro bývalé závody koncernu SIGMA.

## Pamětihodnosti
- Venkovský dům čp. 18
- Muzeum v hasičské zbrojnici Expozice zaměřená na hornictví a obec[13] (dříve přímo v areálu firmy UNIMAN ENGLIŠ, s.r.o., místě někdejšího grafitového dolu). Nově přestěhované muzeum (únor 2017) má čtyři sekce – sekce hornictví (těžba grafitu), sekce hasiči v obci Velké Tresné (ukázka staré hasičské stříkačky, kterou se díky obětavé práci dobrovolníků podařilo v krátkém čase zrekonstruovat), sekce zemědělství a života na vsi.

## Osobnosti
- Karel Engliš, politik a ekonom, otec majitele grafitových dolů ve Velkém Tresném Karla II. Engliše a dědeček jednatele firmy UNIMAN Karla III. Engliše. Za války v obci opakovaně a dlouhodobě pobýval a napsal zde podstatnou část svého stěžejního spisu Velká logika, který vyšel r. 2021 zásluhou Masarykovy univerzity a jejího nakladatelství.
- František Hudec, rodák z obce, účastník odboje, popravený[14]

## Vodstvo
Obcí protéká bezejmenný potok, který se vlévá do Tresenského potoka. Ten má název podle Malého Tresného.